# Canton de Treffort-Cuisiat
Le canton de Treffort-Cuisiat est une ancienne division administrative française située dans le département de l'Ain en région Auvergne-Rhône-Alpes.
Il disparaît en 2015 en étant englobé dans le canton de Saint-Étienne-du-Bois.

## Géographie
Le canton est organisé autour de Treffort-Cuisiat dans l'arrondissement de Bourg-en-Bresse. Son altitude varie de 211 m pour Courmangoux à 770 m pour Chavannes-sur-Suran, avec une moyenne de 296 m.

## Histoire

Localisation du canton dans l'Ain avant 2015

De 1833 à 1839, les cantons de Coligny et de Treffort ont le même conseiller général. Le nombre de conseillers généraux est alors limité à trente par département.
Conformément au décret du 13 février 2014, en application de la loi du 17 mai 2013 prévoyant le redécoupage des cantons français, le canton de Treffort-Cuisiat disparaît à l'issue des élections départementales de mars 2015. Il est englobé dans le nouveau canton de Saint-Étienne-du-Bois.

## Représentation

### Conseillers généraux de 1833 à 2015
| Période         | Période          | Identité                                               | Étiquette                                     | Qualité                                                                                    |
| --------------- | ---------------- | ------------------------------------------------------ | --------------------------------------------- | ------------------------------------------------------------------------------------------ |
| 1833            | 1842             | Charles Marron de Meillonnas                           |                                               | Ancien officier de cavalerie, domicilié à Bourg-en-Bresse                                  |
| 1842            | 1845             | Louis-Jules Perrot                                     |                                               | Procureur du Roi à Bourg-en-Bresse                                                         |
| 1845            | 1848             | Adrien Leroi de la Tournelle                           |                                               | Procureur Général à Orléans                                                                |
| 1848            | 1867 (décès)     | Jean-Baptiste François Aimé Bouvier-Bonnet (1789-1867) |                                               | Juge au Tribunal civil de Bourg-en-Bresse                                                  |
| 1867            | 1871             | Constantin Gaillard                                    |                                               | Docteur-médecin, maire de Chavannes-sur-Suran                                              |
| 1871            | 1880             | Antoine Bouvier                                        | Républicain                                   | Propriétaire à Meillonnas                                                                  |
| 1880            | 1881             | Jules Convert                                          | Républicain                                   | Meunier à Bourg-en-Bresse                                                                  |
| 1881            | 1886             | Jean-François Dousset                                  | Républicain                                   | Propriétaire, Maire de Treffort (1878-1884)                                                |
| 1886            | 1892             | Hippolyte de Silans                                    | Droite                                        | Maire de Chavannes-sur-Suran                                                               |
| 1892            | 1910             | Victor Authier                                         | Parti radical                                 | Juge au Tribunal civil de Lons-le-Saunier, ancien Directeur du Courrier de l'Ain           |
| 1910            | 1935 (décès)     | Prosper Perdrix                                        | URD                                           | Maire de Saint-Étienne-du-Bois, conseiller d'arrondissement                                |
| 27 juillet 1935 | 1940             | Émile Bonnet                                           | Parti radical                                 | Professeur en retraite à Saint-Étienne-du-Bois (Ain)                                       |
|                 |                  |                                                        |                                               |                                                                                            |
| 1945            | 1958             | André Chambon                                          | SFIO                                          | Mécanicien à Chavannes-sur-Suran                                                           |
| 1958            | 1964             | Pierre Camus                                           | DVD                                           | -                                                                                          |
| 1964            | 1974 (démission) | Félix Guerrier (1901-1994)                             | Parti radical                                 | Entrepreneur Maire de Corveissiat (1953-1974)                                              |
| 1974            | 2001             | Alexandre Robin                                        | Divers droite puis UDF-CDS puis Divers droite | Maire de Saint-Étienne-du-Bois (Ain) (1971-1995)                                           |
| 2001            | 2015             | Denis Perron                                           | DVG                                           | Médecin Maire de Saint-Étienne-du-Bois (Ain) (1995-2014) Vice-président du Conseil général |

### Conseillers d'arrondissement (de 1833 à 1940)
| Période                                  | Période          | Identité                            | Étiquette   | Qualité |
| ---------------------------------------- | ---------------- | ----------------------------------- | ----------- | --- |
| 1833                                     | 1845             | Charles Aimé Baillat (1769-1849)    |             | Juge de paix à Treffort                                                                                     |
| 1845                                     | 1852             | M. Martinet                         |             | Ancien notaire, ancien maire de Saint-Étienne-du-Bois                                                       |
| 1852                                     | 1863 (décès)     | Jean-Louis-Xavier Rojat (1789-1863) |             | Géomètre, maire de Chavannes-sur-Suran                                                                      |
| 1863                                     | 1871             | Jean-François-Victor Piquet         |             | Maire de Courmangoux                                                                                        |
| 1871                                     | 1877             | Philibert Cœur                      |             | Notaire, maire de Treffort                                                                                  |
| 1877                                     | 1895             | Louis Girod                         | Républicain | Notaire à Saint-Étienne-du-Bois                                                                             |
| 1895                                     | 1902 (démission) | Albert Renaud                       |             | Maire de Saint-Étienne-du-Bois                                                                              |
| 1902                                     | 1910             | Prosper Perdrix                     | Républicain | Cultivateur à Saint-Étienne-du-Bois                                                                         |
| 1910                                     | 1913             | M. Quintal                          |             | Propriétaire à Treffort                                                                                     |
| 1913                                     | 1919             | Amédée Barsu                        | Radical     | Ingénieur, conseiller municipal de Meillonnas                                                               |
| 1919                                     | 1925             | Félix Mathieu                       |             | Maire de Chavannes-sur-Suran                                                                                |
| 1925                                     | 1931             | Joseph Pillon                       |             | Instituteur, maire de Pressiat                                                                              |
| 1931                                     | 1933 (décès)     | Édouard Coullard-Descos (1887-1933) |             | Docteur en médecine à Meillonnas                                                                            |
| 1933                                     | 1935 (décès)     | Émile Chambard (1873-1935)          |             | Greffier de la justice de paix, maire de Treffort (1929-1935)                                               |
| 1935                                     | 1940             | Émile Fromont (1887-1960)           | Radical     | Cultivateur à Saint-Étienne-du-Bois, maire de Treffort (1937-1940)                                          |
| 1940                                     |                  |                                     |             | Les conseils d'arrondissement ont été suspendus par la loi du 12 octobre 1940 et n'ont jamais été réactivés |
| Les données manquantes sont à compléter. |                  |                                     |             | |

Source : Journal Le Courrier de l'Ain sur le site des archives départementales.

## Composition
Le canton de Treffort regroupait neuf communes :
| Nom                          | Code Insee | Intercommunalité                | Population (dernière pop. légale) |
| ---------------------------- | ---------- | ------------------------------- | --------------------------------- |
| Treffort-Cuisiat (chef-lieu) | 01426      | CC de Treffort en Revermont     | 2 329 (2015)                      |
| Chavannes-sur-Suran          | 01095      | CC de Treffort en Revermont     | 656 (2015)                        |
| Corveissiat                  | 01125      | CA du Bassin de Bourg-en-Bresse | 619 (2014)                        |
| Courmangoux                  | 01127      | CA du Bassin de Bourg-en-Bresse | 508 (2014)                        |
| Germagnat                    | 01172      | CC de Treffort en Revermont     | 144 (2015)                        |
| Meillonnas                   | 01241      | CA du Bassin de Bourg-en-Bresse | 1 310 (2014)                      |
| Pouillat                     | 01309      | CA du Bassin de Bourg-en-Bresse | 93 (2014)                         |
| Pressiat                     | 01312      | CC de Treffort en Revermont     | 243 (2015)                        |
| Saint-Étienne-du-Bois        | 01350      | CA du Bassin de Bourg-en-Bresse | 2 574 (2014)                      |

## Démographie
| 1975  | 1982  | 1990  | 1999  | 2006  | 2011  | 2012  |
| ----- | ----- | ----- | ----- | ----- | ----- | ----- |
| 4 525 | 5 728 | 6 274 | 6 815 | 7 649 | 8 224 | 8 281 |